# Forte Scrima
Il Forte Scrima è una fortificazione ottocentesca della città di Ancona. Venne realizzato dal Giuseppe Morando tra il 1861 e il 1870. Assieme ai forti Altavilla e Umberto (ora Garibaldi) faceva parte della seconda line del sistema difensivo di Ancona.

## Storia
Con la nomina della città dorica a Piazzaforte di Prima Classe, il nuovo governo italiano aveva deciso di potenziare la capacità difensiva di Ancona sia in funzione anti-austriaca (trovandosi a soli 70 miglia dalla base navale di Pola), sia anti-papale, in quanto avamposto per un possibile attacco verso Roma. Tra il 1861 e il 1870 vennero avviati i lavori per la realizzazione di un imponente sistema difensivo attorno allo scalo dorico, consistente di tre linee difensive terrestri e due batterie di artiglierie costiere.
La posizione del forte Scrima era stata già fortificata dall'inizio dell'Ottocento e durante l'assedio del 1848 le truppe austriache posizionarono le proprie artiglierie sulla cima del colle. Nel 1860 l'esercito dello Stato Pontificio fortificò la zona con la realizzazione di una lunetta in terra.
A seguito della conquista della città da parte dell'esercito piemontese, Ancona venne pesantemente fortificata. Le difficoltà riscontrate nella  fortificazione del colle dello Scrima obbligarono il nuovo stato italiano a dover impiegare ingenti fondi per la costruzione: l'architetto Giuseppe Morando preventivò una somma di circa 1 milione di lire. Il via libera da parte del comitato del Genio venne dato nel 1862 e i lavori terminarono nel 1866.
Con la radiazione della città di Ancona dal novero delle piazzeforti di prima classe, nel 1899 il forte venne venduto a privati. Nel corso della Seconda guerra mondiale, per la sua posizione sovrastante la stazione, venne brevemente riutilizzato dal Regio Esercito per l'acquartieramento delle truppe.

## Descrizione
Forte Scrima era la fortificazione più a ovest tra quelle progettate dall'architetto Giuseppe Morando. Venne edificato su un'altura a poca distanza dal colle di Posatora, in una posizione che permetteva un'efficace difesa delle via d’accesso da nord.
Il forte è per dimensioni il più grande tra quelli realizzati da Morando, ed è composto da quattro bastioni simmetrici collegati tra loro da cortine. Il fronte del forte rivolto a nord è il più lungo, misurando ben 165 metri, mentre nel fronte rivolto a sud si apriva l'ingresso al forte.
Attorno al corpo di fabbrica si sviluppava inoltre inoltre un largo fossato con una profondità media di circa 7,5 metri. All'interno della struttura erano stati sviluppati diversi locali destinati al ricovero dei soldati, agli uffici ed ai magazzini.